# Роджерс, Бернард Уильям
Бе́ртран Уи́льям Ро́джерс (англ. Bernard William Rogers; 16 июля 1921, Фервью, Канзас — 27 октября 2008, Фолс-Черч, Виргиния) — американский военный деятель, четырёхзвёздный генерал, начальник штаба армии США, главнокомандующий вооружёнными силами США в Европе, главнокомандующий объединёнными вооружёнными силами НАТО в Европе. Был награждён медалью «за выдающуюся службу в вооружённых силах», Серебряной звездой, орденом «Легион почёта», крестом лётных заслуг.

## Ранняя биография
Родился в маленьком городке Фервью округа Браун (штат Канзас). Окончил Канзасский университет. В 1939 году поступил в Военную академию США. В июне 1943 года завершил обучение, получив звание 1-го капитана кадетского корпуса. Впоследствии служил в 275-м пехотном полку 70-й стрелковой дивизии. Получил звание 2-го лейтенанта. В рамках подготовки к участию во Второй мировой войне прошёл обучение в американской пехотной школе Форт-Беннинг.

## Военная карьера
В декабре 1943 года Роджерс получил звание 1-го лейтенанта, в феврале 1945-го — звание капитана. С 1945 по 1947 год являлся помощником Марка Кларка, верховного комиссара в Австрии. В 1947 году Роджерс стал стипендиатом программы Родса, получив право учиться в Оксфордском университете. В 1950 году окончил университет со степенью бакалавра философии, политики и экономики (позднее получил степень магистра). Во время пребывания в Оксфорде был повышен в звании до капитана. После завершения учёбы в Оксфордском университете Роджерс стал помощником начальника Армии полевых сил. В 1951 году окончил расширенный курс обучения в пехотном училище. В 1952 году был отправлен на войну в Корею, где командовал 3-м батальоном 9-й пехотной дивизии. В августе 1953 получил звание подполковника. В октябре 1966 года был назначен заместителем командира первой пехотной дивизии и участвовал в войне во Вьетнаме (1966—1967). В июне 1968 года получил звание полковника, а позже — бригадного генерала. Как помощник командира первой пехотной дивизии во Вьетнаме получил все свои основные военные награды. После возвращения из Вьетнама служил комендантом в кадетском корпусе в Вест-Пойнте.
В феврале 1970 года получил звание генерал-майора. В июне 1973 года занял должность заместителя начальника штаба по армейскому персоналу. В 1974 году получил звание генерал-полковника и был назначен командующим силами армии США в Форт-Макферсоне. 1 октября 1976 года назначен Начальником штаба армии Соединённых Штатов Америки. В июне 1979 года Президент США Джимми Картер предложил кандидатуру Роджерса на должность главнокомандующего объединёнными вооружёнными силами НАТО в Европе. Кандидатура была поддержана, и в июле В 1979 года он приступил к обязанностям одновременно с обязанностями главнокомандующего вооружёнными силами США в Европе. Занимал эту должность более 8 лет — дольше, чем любой другой командующий. В 1980-х годах получил звание генерала армии США.
В 1987 году подал в отставку. Стал директором Совета по международным отношениям и Атлантического совета США, был консультантом и директором нескольких компаний, в том числе Coca-Cola и General Dynamics. Скончался после перенесённого сердечного приступа. Похоронен на кладбище Вест-Пойнта.